# Nicholas Benavides
Nicholas Benavides Medeiros (chino: 尼高拉斯; Tung Chung, Hong Kong, 5 de noviembre de 2001) es un futbolista hongkonés de origen chileno y boliviano que actualmente juega como lateral o extremo izquierdo en el Tai Po F. C. de la Liga Premier de Hong Kong. Es internacional con la selección nacional de fútbol de Hong Kong.

## Trayectoria
Benavides comenzó a jugar fútbol a los seis años de edad.Como juvenil, se unió a la cantera del Lee Man, pero fue liberado por su condición de "jugador extranjero".Inició su carrera profesional en el club de la Primera División de Hong Kong, Sham Shui Po, donde logró el ascenso a la Liga Premier de Hong Kong en 2022.
El 3 de marzo de 2024, marcó su primer triplete profesional en la victoria 3–1 sobre Rangers, siendo la primera victoria de la temporada para Sham Shui Po.  
Tras el descenso voluntario del club, se convirtió en agente libre.
En verano de 2024, firmó con el Tai Po FC.Debutó oficialmente con Tai Po el 1 de septiembre de 2024 en la victoria 5–1 sobre Kowloon City.

## Selección nacional
Previamente elegible para representar a Chile y Bolivia por sus padres, Benavides renunció a ambas ciudadanías el 19 de agosto de 2023 para jugar con Hong Kong.
En octubre de 2024, fue convocado por primera vez a la selección de fútbol de Hong Kong.
Debutó el 15 de octubre de 2024 en un amistoso contra Camboya que terminó 3–0 a favor de Hong Kong.
El 8 de diciembre de 2024, marcó su primer gol internacional en la victoria 3–0 contra Mongolia en las eliminatorias del Campeonato de Fútbol de Asia Oriental de 2025.

## Vida privada
Benavides nació en Hong Kong, hijo de madre boliviana y padre chileno. Habla cantonés y español, y es hermano menor del también futbolista hongkonés Oscar Benavides.

## Clubes

### Profesional
| Club            | País      | Año       | PJ | Goles |
| --------------- | --------- | --------- | -- | ----- |
| Sham Shui Po SA | Hong Kong | 2021–2024 | 50 | 14    |
| Tai Po F. C.    | Hong Kong | 2024–act. | 8  | 0     |